# Sapromyza hirtiloba
Sapromyza hirtiloba är en tvåvingeart som beskrevs av Frey 1949. Sapromyza hirtiloba ingår i släktet Sapromyza och familjen lövflugor. Inga underarter finns listade i Catalogue of Life.